# Shekarbura
Lo shekarbureh (in persiano شکربوره‎, in azero şəkərbura) è un dolce iraniano risalente almeno all'epoca sasanide. In origine appariva come una halva a base di zucchero e mandorle. I suoi nomi alternativi in persiano sono shekarborak, shekarbora, shekarpareh e shekarpirah. Nelle sue diverse varianti, il dolce è comune anche in Azerbaigian e in Turchia.

## Varianti
In Anatolia questo dolce è noto come şekerpare ed è uno dei dolci popolari della cucina turca. Esso viene preparato principalmente cuocendo delle morbide palline di pasta sfoglia a base di mandorle immerse in uno denso sciroppo di zucchero aromatizzato al limone.

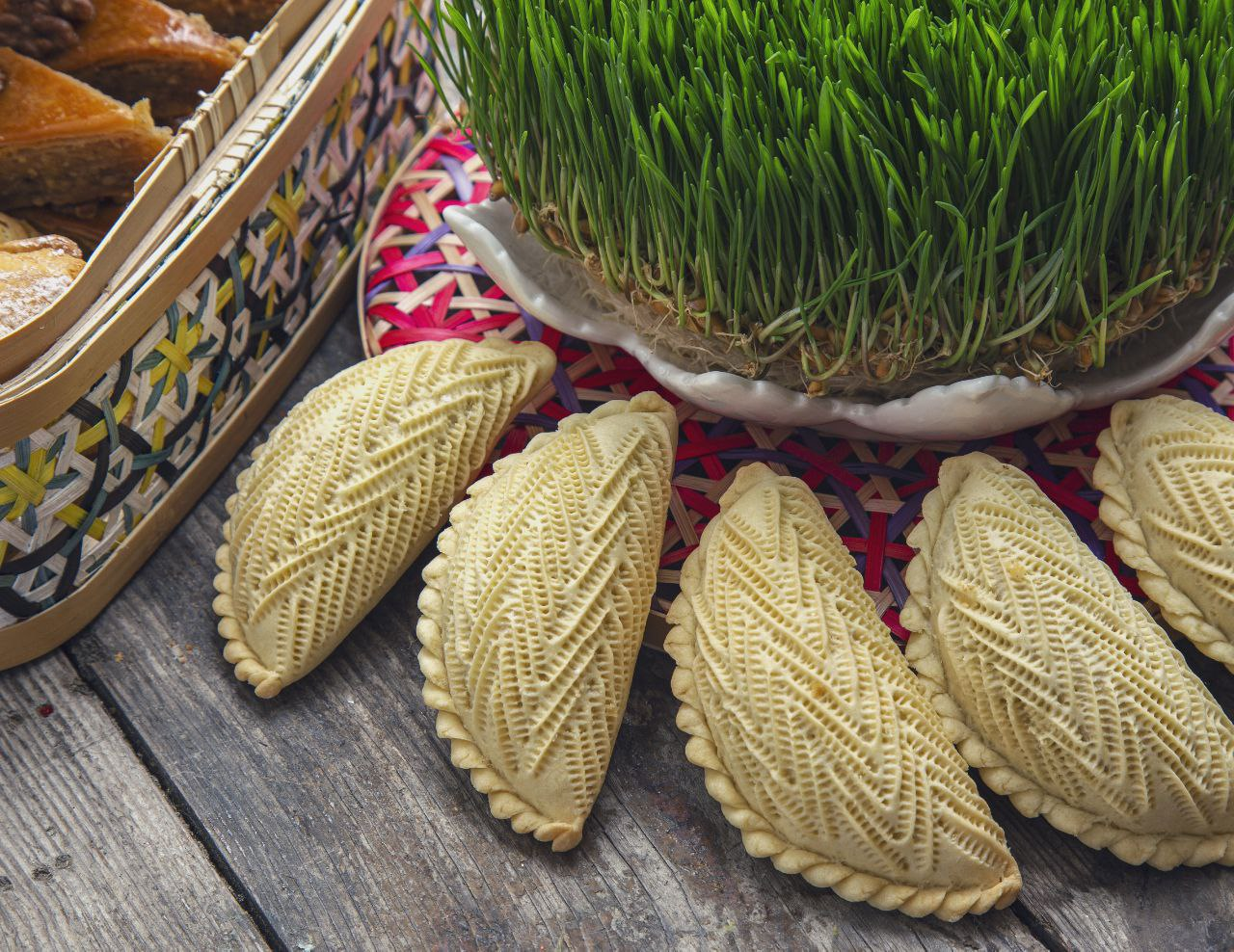
şəkərbura azeri

In Azerbaigian, il dolce è noto con il nome di şəkərbura ed è fatto di pasta frolla a forma di mezzaluna, ripieno di mandorle tritate, nocciole o noci, e zucchero. Gli şəkərbura, gli shoroghal e la pakhlava sono i cibi più iconici della festa di Nawrūz in Azerbaigian.

## Etimologia
Il nome di questo dolce deriva dal persiano shekar bureh (شکربوره) che letteralmente significa "scolpire lo zucchero". Le lingue turche hanno preso in prestito questa parola dal persiano, tant'è che anche il börek turco possiede la stessa etimologia.

## Preparazione
L'impasto è composto da farina di frumento, burro, latte, tuorlo d'uovo, panna e lievito. Il ripieno è preparato con mandorle pelate o noci fritte mescolate con zucchero a velo. Si aggiunge anche del cardamomo come insaporitore.
L'impasto viene arrotolato e tagliato in piccole forme rotonde, quindi riempito con il ripieno e chiuso facendo uno schema di punti. Il modello di cucitura sull'impasto viene prodotto utilizzando le tradizionali pinzette dette maggash.